# Centre d'études européennes de Sciences Po
Le Centre d'études européennes et de politique comparée (CEE) de Sciences Po est l'un des onze centres de recherche de l'Institut d'études politiques de Paris et une unité de recherche du CNRS.
Le Centre d'études européennes fait partie des principaux centres de recherches en questions européennes en France. Il comporte un Observatoire des institutions européennes.

## Histoire
Nommé directeur en 1996, Richard Descoings décide de favoriser une ouverture sur l'Europe au sein de l'Institut d'études politiques de Paris. Outre l'ouverture du campus délocalisé de Nancy centré sur l'étude des mondes germaniques, il préside à la réorganisation des unités de recherche sur l'Europe ; en 2005, Renaud Dehousse fonde ainsi à l'IEP le Centre d'études européennes et de politique comparée. Pour Marie Scot, la création du laboratoire est le « produit de la structuration des études européennes » qui a lieu dans les années 2000. Le centre bénéficie des fonds documentaires de l'école dans le domaine des relations internationales.
Le CEE fait partie des organismes de recherche évalués par le Haut Conseil de l'évaluation de la recherche et de l'enseignement supérieur.

## Anciens directeurs
- Renaud Dehousse (2005-2016)
- Florence Haegel (2016-2022)
- Florence Faucher (2022-...)[8]